# Louis Saguer
Louis Saguer, bis 1947 Ludwig Wolfgang „Wolf“ Simoni (* 26. März 1907 in Charlottenburg, Provinz Brandenburg; † 1. März 1991 in Paris), war ein deutsch-französischer Komponist.

## Leben

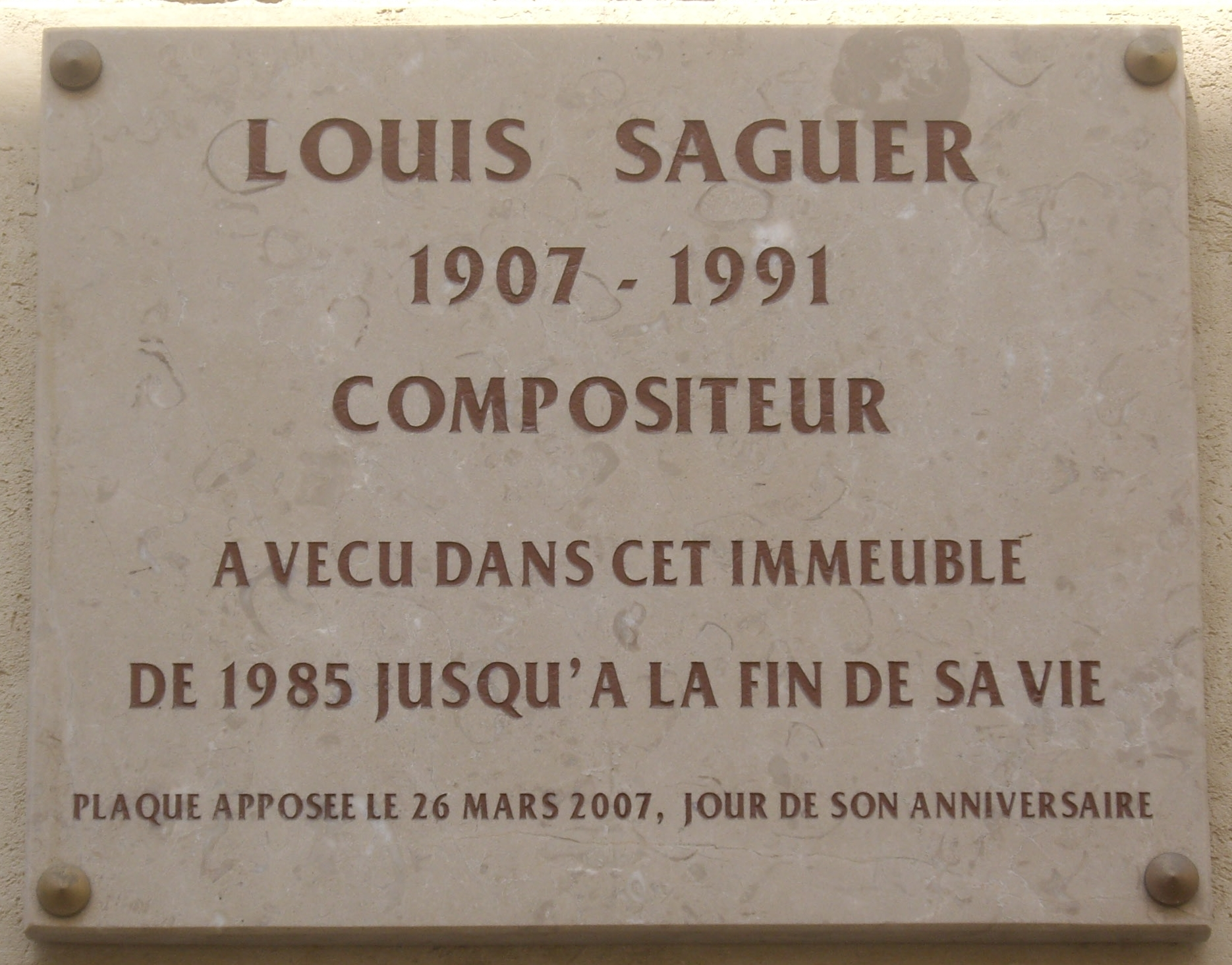
Gedenkplakette

Simoni war der Sohn eines wohlhabenden Versicherungsdirektors italienischer und jüdischer Herkunft sowie einer Mutter, die eine Freundin Rainer Maria Rilkes gewesen war. Als der Vater aus noch nicht erforschten Gründen verschwand, stand seine Mutter mittellos da. Trotz der instabilen Verhältnisse in der Zeit der Weimarer Republik förderte sie die Bildung ihres Kindes, dessen Jugend eine Kinderlähmung überschattete, nach Kräften. Simoni studierte Klavier, Komposition und Konzertleitung am Stern’schen Konservatorium in Berlin. Kompositionsunterricht erhielt er bei Wolfgang Bülau (1883–1950) und Wilhelm Klatte.
Seine berufliche Laufbahn begann er beim Ballett an der Berliner Staatsoper sowie als Dirigent und Direktor an der Piscator-Bühne. Er wurde Mitarbeiter von Edmund Meisel in verschiedenen Filmen, etwa für Sergei Eisensteins Filme Panzerkreuzer Potemkin (1925) und Oktober (1928) sowie Arnold Fancks Der heilige Berg (1926). Auch wurde er Assistent von Hanns Eisler. Als Dirigent und Bühnenkomponist beim Stadttheater Saarbrücken erhielt er ein größeres Engagement. 1929 ging er nach Paris, um bei Louis Aubert Orchestration zu studieren. Zwischen 1930 und 1933 pendelte er zwischen Deutschland, wo er Kurse bei Paul Hindemith und Curt Sachs nahm, und Frankreich. 1933, kurz vor der Machtübernahme des Nationalsozialismus, ließ er sich dauerhaft in Paris nieder. In Frankreich war sein beruflicher Anfang schwer. Als Pianist ging er mit Sängern oder als Solist zunächst auf Konzertreisen. Ein Selbstmordversuch, den er Ende 1933 unternahm, misslang. Schließlich bekam er eine Stelle als Dirigent beim Chorale Populaire de Paris, einer 1935 von der Association des Écrivains et Artistes Révolutionnaires gegründeten, der Parti communiste français und der Kommunistischen Internationale nahestehenden Vereinigung. Er selbst galt als orthodoxer Stalinist. Der „Arbeiterklasse“ wollte er zu einer eigenständigen, von der Kultur der Bourgeoisie unabhängigen Musik verhelfen.
Nach dem Einmarsch der deutschen Wehrmacht wurde er in einem Lager in Bourg-Lastic interniert, jedoch konnte er 1940 entkommen. Er tauchte, gemeinsam mit seinem Freund Jean-Pierre Wilhelm, in Südfrankreich unter, wo sie von der Résistance versteckt wurden. 1943 nahm er in gefälschten Ausweispapieren seinen neuen Namen an. 1947 unter diesem Namen als französischer Staatsbürger naturalisiert, versuchte er erfolglos, sich einen auskömmlichen Platz in der Pariser Musikwelt zu erarbeiten. Mittellos zog er sich bald in ein ruinöses Bauernhaus im Luberon zurück. Dort entstand die Idee für die Oper Mariana Pineda nach dem gleichnamigen Stoff von Federico García Lorca, mit der er 1964 den Grand Prix de Monaco gewann. Als das Werk 1970 in Marseille zur Uraufführung gelangte, konnte er an dem Ereignis wegen eines Herzinfarkts nicht teilnehmen. Zu seinen Schülern zählten Nicolas Bacri und Srul Irving Glick. Saguer starb 1991 in Paris im Alter von 83 Jahren.
Saguer komponierte Lieder und andere Stücke. In seinem Nachlass fanden sich über 400 Werke aller Gattungen, die zum Teil noch nicht aufgeführt wurden. Als sein Hauptwerk wird die Oper Mariana Pineda (Partitur 1966) betrachtet. Erich Kästners Hymnus auf die Bankiers (1929) vertonte er. 1930/1931 komponierte Simoni die Kantate Bau der Eisenbahn Turksib für Johannes R. Bechers Der große Plan. Epos des sozialistischen Aufbaus (1931).  Für Jean Vidals La Conquête du Froid (1951) und für Éric Rohmers Le Signe du Lion (1959) schrieb er die Filmmusik.